# British Newspaper Archive
British Newspaper Archive («Архив британских газет») — сайт, на котором доступны сосканированные, распознанные и индексируемые архивы газет Великобритании и Ирландии, запущенный в ноябре 2011 года.

## История
До 2013 года отдел газет Британской библиотеки располагался в районе Колиндейл северного Лондона, а ныне он разделён между зданиями у Сент-Панкраса и в Бостон-Спа. Фонды этой библиотеки содержат почти полное собрание газет Великобритании и Ирландии с 1840 года, отчасти потому, что с 1869 года действует закон об обязательном экземпляре. Лондонские выпуски общегосударственных ежедневных и еженедельных газет имеются в полном комплекте, начиная с 1801 года. Всего в фондах на полках протяжённостью 45 км хранится 660 000 подшивок и 370 000 микрофильмов с десятками миллионов газет 52 тысяч названий.
После того как колиндейлское отделение в ноябре 2013 года было закрыто, 750 миллионов страниц газет были перемещены в автоматизированное и оборудованное климат-контролем хранилище в Бостон-Спа, открытое в апреле 2014 года.
Печатные материалы доступны всем посетителям и содержат сведения регионального и местного значения, объявления частного и семейного характера, письма в редакции, некрологи и рекламу.
В 2021 году генеалогический сайт Findmypast и Британская библиотека анонсировали продление их долгосрочного партнёрства, которым является British Newspaper Archive. В следующие 3 года было запланировано добавить на сайт 14 миллионов страниц, в том числе 3 миллиона в свободный доступ.

### Оцифровка
Десятилетняя программа по оцифровке газетных фондов началась в мае 2010 года в партнёрстве с коммерческой организацией Brightsolid (дочерней компанией DC Thomson). В ноябре 2011 года BBC News сообщила о запуске сайта British Newspaper Archive с онлайн-доступом к более чем миллиону страниц газет, выпущенных ранее XX века. Эти же материалы стали доступны на генеалогических сайтах Findmypast и Genes Reunited.
В рамках проекта сканируются не только подлинники газет, но и созданные за предыдущие годы микрофильмокопии. Доступный онлайн поиск позволяет не посещать хранилище Британской библиотеки лично.
В собрании находятся Томасоновская коллекция из 7200 листов памфлетов и сборников новостей времён Английской революции (с 1640 по 1661 годы)  и коллекция Чарльза Бёрни, в которой около миллиона страниц газет конца XVIII—начала XIX веков. Эти два собрания хранятся в здании у Сент-Панкраса и доступны в виде цифровых факсимиле.
Этот проект оцифровки газет является крупнейшим в Соединённом Королевстве. Генеральный директор Британской библиотеки Роли Китинг отмечает: «за последнее десятилетие British Newspaper Archive полностью преобразил доступ к находящемуся под нашей охраной исключительно богатому фонду старых газет. Оцифровка не только помогает сберечь хрупкие подлинники, но и позволяет исследователям по-новому работать с этими материалами, совершая открытия, которых в эпоху бумаги и микрофильмов не могло быть сделано».

## Стоимость подписки
Доступ к газетам из стен Британской Библиотеки — бесплатный, но онлайн осуществляется за плату — повремённо или поэкземплярно, от £12,95 фунтов в месяц или до £79,95 в год (июль 2019). Новым посетителям предоставляется три страницы бесплатно
С июля 2014 года ограниченное число опытных участников Википедии могли получить от Brightsolid бесплатно годичный доступ к архиву в рамках проекта The Wikipedia Library, но это соглашение было разорвано в 2016 году «из-за структурных изменений в головных организациях, которые привели к отсутствию интереса к продолжению сотрудничества с The Wikipedia Library».

## Отзывы
Сервис оставил смешанные впечатления. Наиболее ранние отзывы положительно отметили возможность доступа к большому количеству индексированных данных, но негативно отзывались о цене сервиса и о самом решении Британской библиотеки отдать права на газеты частной компании. Например: «[British Newspaper Archive] демонстрирует, что может произойти с нашим культурным наследием, если нет политической воли вкладывать в него бюджетные средства. Пресса XIX века была одним из крупнейших достижений своей эпохи, но вместо того, чтобы отметить это, вернув её обществу, Британская библиотека принуждена её продавать».
Поисковый интерфейс сайта критиковали за то, что он не показывает найденные слова сразу на странице, а сам сайт оказался ненадёжным, и из-за багов регулярно падал или не загружал изображения.